# Ivaniv, Kalînivka
Ivaniv (în ucraineană Іванів) este localitatea de reședință a comunei Ivaniv din raionul Kalînivka, regiunea Vinnița, Ucraina.

## Demografie
Componența lingvistică a localității Ivaniv
     Ucraineană (97,86%)
     Alte limbi (2,07%)
Conform recensământului din 2001, majoritatea populației localității Ivaniv era vorbitoare de ucraineană (97,86%), existând în minoritate și vorbitori de alte limbi.